# 예천 함양박씨 희이재사
예천 함양박씨 희이재사(醴泉 咸陽朴氏 希夷齋舍)는 대한민국 경상북도 예천군 용문면 원류리에 있는, 예천 함양 박씨 입향조인 박종린의 묘소를 지키기 위한 건물이다.
2015년 8월 21일 대한민국의 국가민속문화재 제285호 예천 희이재사로 지정되었다가, 2017년 2월 28일 현재의 명칭으로 변경되었다.

## 개요
「예천 희이재사」는 예천 함양 박씨 입향조(入鄕祖)인 박종린(1496∼1553)의 묘소를 지키기 위한 건물로서, 17세기에 박종린의 손자 희이당(希夷當) 박수겸이 ‘희이정사(希夷精舍)’로 건립하였는데, 18세기 중반 희이정사가 쇠락하여 원래 있던 곳에서 동쪽으로 옮겨 지으면서 ‘희이재사’라 하였다.
희이재사는 소백산맥에서 남동쪽으로 뻗은 매봉의 한줄기인 형제봉과 매봉의 또 다른 줄기인 오미봉 사이의 희이곡에 자리하고 있다. 남서향으로 건물의 축을 설정하여 경사진 대지 위의 전면에 중층의 감로루(感露樓)를 앉히고 뒤편에는 대지를 한 단 높게 조성한 후 일자형 평면의 희이당(希夷堂)을 세웠다. 그리고 희이당 전면 좌측에는 곳간채가, 우측에는 문간채가 놓여 있어 전체적으로 ‘ㅁ’자 형의 배치를 이루고 있다.
재사의 중심건물인 감로루는 당시의 건축수법을 잘 보여주며, 특히 고상식(高床式) 온돌방이 설치된 점 등은 독특한 가치를 지닌 것으로 평가된다. 또한 시제(時祭) 때는 제수(祭需, 제사음식)를 점검하는 감품(監品), 무후제(無後祭)인 의민단(義愍壇) 제사, 묘를 살피는 요성삼주(繞省三周) 등 조상의례와 관련된 독특한 무형문화가 전승되고 있다.

## 지정 사유
건축배치에 있어서 전면에 누(樓)가 자리하고 뒤편에 ‘ㄷ’자형 희이당이 배치되어 ‘ㅁ’자 배치를 이루는 점은 안동지역의 재사들과 지역적 동질성을 보이고 있다.
재사의 중심건물인 감로루는 당시의 건축수법을 잘 보존하고 있으며, 특히 고상식 온돌방이 설치된 점 등 독특한 가치가 있어 재사건축의 변천사에 중요한 의미를 가진다.
시제 때는 제수(祭需)를 점검하는 감품(監品), 무후제(無後祭)인 의민단(義愍壇) 제사, 묘를 살피는 요성삼주(繞省三周) 등 조상의례와 관련된 독특한 무형문화가 전승되고 있는 등 국가민속문화재로 보존할 가치를 지니고 있다.

## 같이 보기
- 예천 감로루 (걍상북도 유형문화재 제292호)

## 참고 자료
- 예천 함양박씨 희이재사 - 국가유산청 국가유산포털